# أحمد عبد الحي كيرة
أحمد عبد الحي كيرة (1896 – 1936) كان طبيبًا وفدائيًا مصريًا، قام بالكثير من العمليات الانتقامية ضد الاحتلال البريطاني أثناء ثورة 1919.
درس عبد الحي كيرة في كلية الطب. وكان دوره أن يمثل الطالب المصري غير المهتم بالشأن السياسي والكاره للوطنية والمحب للاحتلال والمحتل، كان الطلبة جميعا مضربين ومشاركين في ثورة 1919 إلا عبد الحى، الذي كان يذهب كل صباح إلى مدرسة الطب فيستهدفه الطلبة بالآذى والإذلال والضرب ويقولون هذا ابن اللنبي «المعتمد البريطانى»، وكان مدير مدرسة الطب «الدكتور كيتنج» يراه ابن الإمبراطورية البريطانية وكان لا يفتح أبوابه إلا لعبد الحى كيره، وأصدر أمرا أن يفعل عبد الحى ما يشاء وأن يتنقل بين غرفات الدرس والمعامل كما يشاء، وفي أي وقت يشاء.
كان عبد الحى يدخل معامل المدرسة ويأخذ منها مواد تدخل في تركيب المتفجرات في أنابيب خاصة ويسلمها إلى اللجنة المختصة بصنع القنابل التي كان يشرف عليها الطالب أحمد ماهر «رئيس وزراء مصر 1944 : 1945»، وظل الأمر كذلك حتى اكتشف امره في اعترافات قتلة السير لي ستاك عام 1924، وبدأت المخابرات البريطانية ملاحقته وأصبح واحداً من أهم المطلوبين لديها، حتي أنها اصدرت منشوراً لجميع مكاتبها في العالم تقول فيه «اقبضوا عليه حيا أو ميتا، اسمه احمد عبد الحي كيرة، كيميائي كان طالباً في مدرسة الطب، خطير في الاغتيالات السياسية، قمحي، قصير القامة وذو شارب خفيف وعمره 28 عاماً».
وقتها اضطرت قيادات الجهاز السري للثورة ان تقوم بتهريب الفدائي كيره بجواز سفر مزور إلى ليبيا ومنها الي إسطنبول وظل سنوات طويلة مطاردا، وقد قابله هناك الأديب يحيى حقي عام 1930 والذي كان يعمل موظفاً بالقنصلية المصرية في إسطنبول وكتب عنه «بعبع الإنجليز يبحثون عنه بعدان فتلوا له حبل المشنقة، كنت لا ألقاه إلا صدفة وألح عليه ان نأكل معا فيعتذر قائلا: قريباً ان شاء الله، وظل هذا حالي معه أربع سنوات كلما أدعوه يعتذر بأدب، وقد رأيت فيه المثل الفذ للرجل الشريد، كانت ملابسه تدل على مقاومة عنيدة للفاقة وغلبت صفرته التحتانية على لونه الأصفر، يمشي على عجل ويحذر كأنه يحاول ان يفلت من جاسوس يتبعه، ويخلو كلامه من أي عاطفة، فلا تدري ان كان متعباً ام غير متعب.. جيبه نظيف أم دافئ، معدته خاوية أم عامرة؟»، وكتب أيضا: «حاولت ان أعرف أين يسكن فلم أنجح وقيل لي انه يسكن في ثلاث شقق كل منها في حي بعيد عن الآخر ولا ينام في فراش واحد ليلتين، إنه يعلم أن المخابرات البريطانية لن تكف عن طلبه حتي لو فر إلى أقصى الأرض، انها لا تنسى ثأرها البائت».
بعد توقيع معاهدة 36 سافر إلى تركيا ثلاثة من عملاء الإنجليز في مصر. ثلاثة من القلم السياسى هم «جريفز»، «ماركو»، «اسكندر بورجوزافو»، واستطاعوا إستدراج عبد الحى إلى إحدى ضواحى إسطنبول واغتالوا البطل ثم مثلوا بجثته وفروا عائدين إلى مصر. عاد ثلاثتهم مزهوين بأنهم قتلوه، ويقولون «لقد ثأرنا لأروح جنودنا التي أزهقت في مصر.. لقد أدينا الواجب»..أما جثمان البطل فقد ظل في العراء نهبا للبوم والغربان حتى كشف عنه البوليس التركي 